# Anyphaena pretiosa
Anyphaena pretiosa är en spindelart som beskrevs av Banks 1914. Anyphaena pretiosa ingår i släktet Anyphaena och familjen spökspindlar.
Artens utbredningsområde är Costa Rica. Inga underarter finns listade i Catalogue of Life.